# Vitgördlad rosenbladstekel
Vitgördlad rosenbladstekel (Allantus cinctus) är en stekelart som först beskrevs av Carl von Linné.  Vitgördlad rosenbladstekel ingår i släktet Allantus och familjen bladsteklar. Arten är reproducerande i Sverige. Inga underarter finns listade i Catalogue of Life.

## Bildgalleri

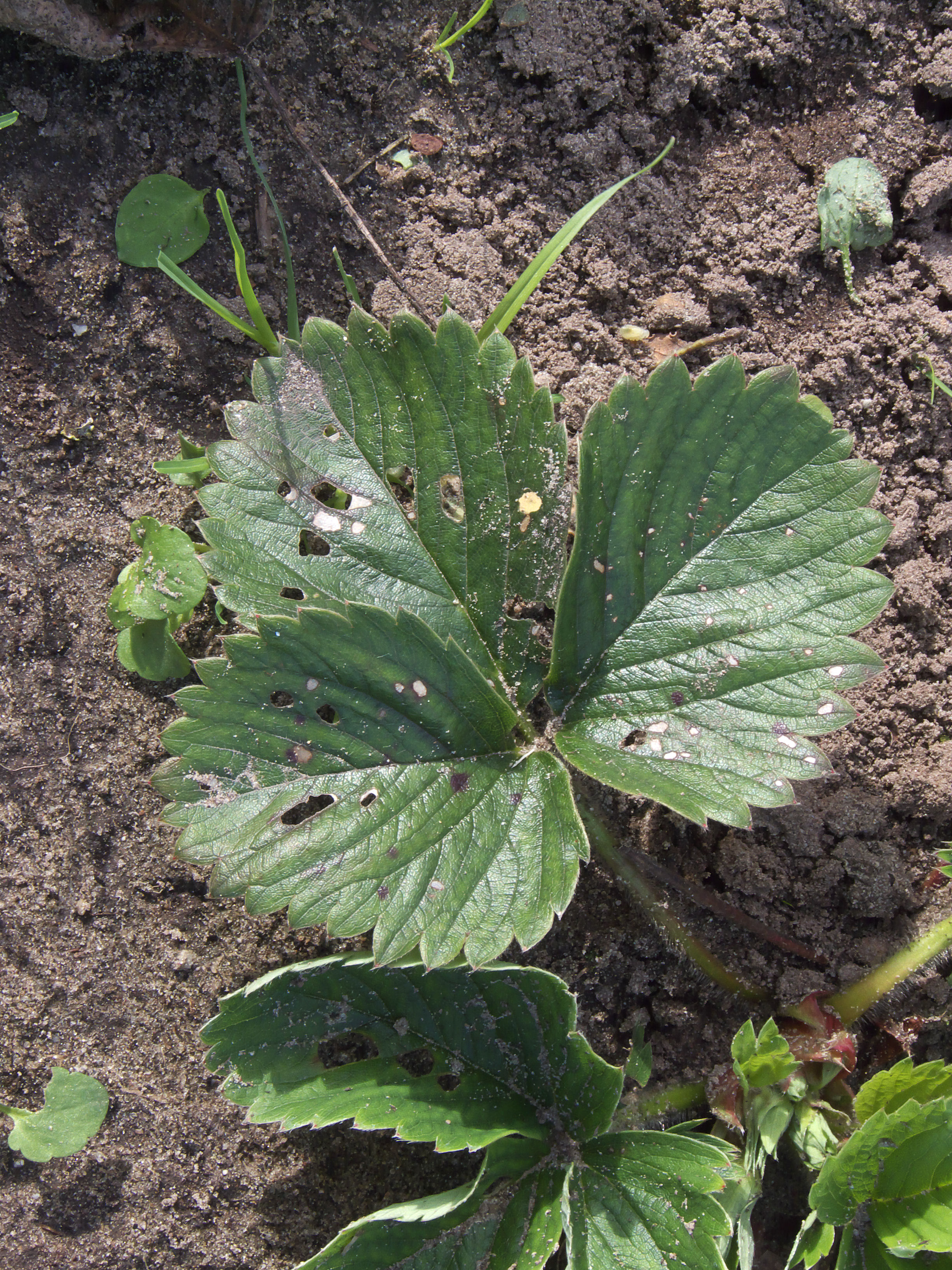